# Bahujan Samaj Party
Il Bahujan Samaj Party (Partito della Società Maggioritaria; Hindi: बहुजन समाज पार्टी, BSP) è un partito politico dell'India.
Il BSP è un partito d'ispirazione socialista, influenzato dalle teorie di Bhimrao Ramji Ambedkar, principale estensore della Costituzione indiana, fondatore del Movimento Buddhista Dalit e sostenitore dell'emancipazione della casta dalit, gli "intoccabili". L'espressione Bahujan Samaj è utilizzata, infatti, per rappresentare la parte maggioritaria della società indiana privata spesso dei più elementari diritti umani.
Il BSP è stato fondato nel 1984 da Kanshi Ram. Alle elezioni politiche del 1999 il BSP ottenne nella Camera bassa, la Lok Sabha, ottenne 14 deputati, passati a 17 nel 2004.
Nel 2001 Kanshi Ram designò quale propria erede alla guida del partito Mayawati Naina Kumari. Il BSP è presente soprattutto nell'Uttar Pradesh, il più popoloso stato indiano, dove è stato più volte al governo. Principali avversari del BSP sono i nazionalisti indù del Partito Popolare Indiano (BJP). Dopo l'elezione della Mayawati, però, il BSP in Uttar Pradesh avviò un aperto confronto con i nazionalisti, vista l'avversione nei confronti del Partito Socialista, spesso alleato di governo, ma diretto avversario nella conquista del consenso dei Dalit. Del resto a livello nazionale, nel giugno 2008, il BSP ha ritirato il proprio sostegno alla coalizione di centrosinistra "Alleanza Progressista Unita", guidata dal Congresso Nazionale Indiano, che governa l'India dal 2004.
Alle elezioni per l'Uttar Pradesh del 2007, per la prima volta, il BSP divenne il primo partito, conquistando 206 seggi su 402, con un incremento di ben 139 seggi. Il BSP sottrasse seggi soprattutto a socialisti (-55) e nazionalisti (-32). Il BSP ha, così, eletto la Mayawati primo ministro dello stato.
L'ampio consenso fu determinato dall'alleanza che la Mayawaty avviò con alcuni esponenti della classe dei brahamini . La scelta della Mayawaty fu, soprattutto, quella di affiancare all'ormai consolidato voto dei dalit, quello della piccola borghesia brahamina spesso oberata da difficoltà economiche.